# Sapallanga
Sapallanga es una ciudad peruana ubicada en la región Junín, provincia de Huancayo, distrito de Sapallanga. Es capital del distrito de Sapallanga en la región Junín. Tiene una población de 4252 habitantes en 1993.

## Clima
| Parámetros climáticos promedio de Sapallanga | Parámetros climáticos promedio de Sapallanga | Parámetros climáticos promedio de Sapallanga | Parámetros climáticos promedio de Sapallanga | Parámetros climáticos promedio de Sapallanga | Parámetros climáticos promedio de Sapallanga | Parámetros climáticos promedio de Sapallanga | Parámetros climáticos promedio de Sapallanga | Parámetros climáticos promedio de Sapallanga | Parámetros climáticos promedio de Sapallanga | Parámetros climáticos promedio de Sapallanga | Parámetros climáticos promedio de Sapallanga | Parámetros climáticos promedio de Sapallanga | Parámetros climáticos promedio de Sapallanga |
| Mes                                          | Ene.                                         | Feb.                                         | Mar.                                         | Abr.                                         | May.                                         | Jun.                                         | Jul.                                         | Ago.                                         | Sep.                                         | Oct.                                         | Nov.                                         | Dic.                                         | Anual                                        |
| -------------------------------------------- | -------------------------------------------- | -------------------------------------------- | -------------------------------------------- | -------------------------------------------- | -------------------------------------------- | -------------------------------------------- | -------------------------------------------- | -------------------------------------------- | -------------------------------------------- | -------------------------------------------- | -------------------------------------------- | -------------------------------------------- | -------------------------------------------- |
| Temp. máx. media (°C)                        | 28                                           | 28                                           | 28.5                                         |                                              |                                              |                                              |                                              |                                              |                                              |                                              |                                              |                                              | 7                                            |
| Temp. mín. media (°C)                        | 19.5                                         | 21                                           | 20                                           |                                              |                                              |                                              |                                              |                                              |                                              |                                              |                                              |                                              | 5                                            |
| Fuente: Accuweather                          |                                              |                                              |                                              |                                              |                                              |                                              |                                              |                                              |                                              |                                              |                                              |                                              |                                              |

## Lugares de interés
- Gruta de Guagapo